# Landstuhl (Verbandsgemeinde)
Landstuhl est une Verbandsgemeinde (collectivité territoriale) de l'arrondissement de Kaiserslautern dans la Rhénanie-Palatinat en Allemagne. Le siège de cette Verbandsgemeinde est dans la ville de Landstuhl.
La Verbandsgemeinde de Landstuhl consiste en cette liste d'Ortsgemeinden (municipalités locales):

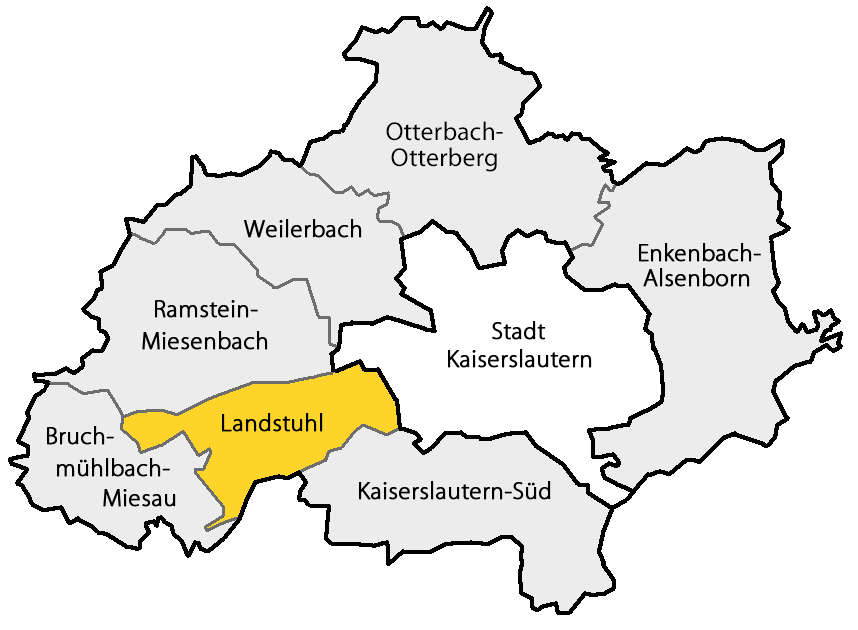
Localisation du Verbandsgemeinde de Landstuhl dans l'arrondissement de Kaiserslautern

1. Bann
2. Hauptstuhl
3. Kindsbach
4. Landstuhl
5. Mittelbrunn
6. Oberarnbach